# Popovača
Popovača est un village et une municipalité située dans le comitat de Sisak-Moslavina, en Croatie. Au recensement de 2001, la municipalité comptait 12 701 habitants, dont 95,19 % de Croates et le village seul comptait 4 312 habitants.

## Localités
La municipalité de Popovača compte 13 localités :
- Ciglenica
- Donja Gračenica
- Donja Jelenska
- Donja Vlahinička
- Gornja Gračenica
- Gornja Jelenska
- Moslavačka Slatina
- Osekovo
- Podbrđe
- Popovača
- Potok
- Stružec
- Voloder